# Barrio de Monjuí

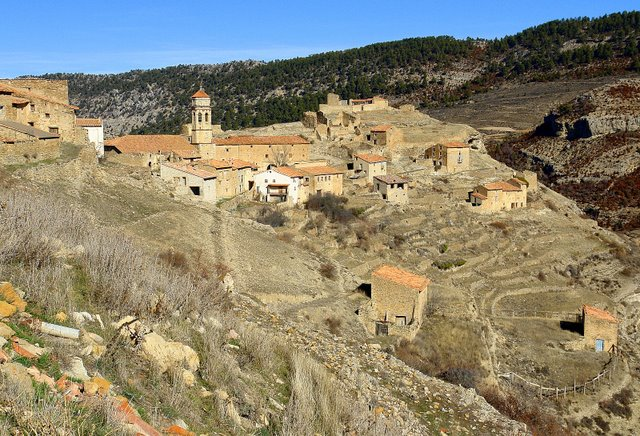

El barrio de Monjuí es un barrio de Cañada de Benatanduz. Como su nombre indica, Monjuí quiere decir monte judío, por lo que hay que deducir que este barrio estaba formado por gente de religión judía.
El barrio de Monjuí está situado en el primer asentamiento que hubo en Cañada de Benatanduz, y en él se encuentran actualmente el antiguo ayuntamiento, la Iglesia de Nuestra Señora de la Asunción, el cementerio, el hospital de los pobres del siglo XVI.
Donde actualmente está situado el cementerio antiguamente había un castillo medieval.
Actualmente en el barrio de Monjuí se pueden distinguir dos sectores:
- El sector antiguo, de núcleo original de la población, donde actualmente solo queda el cementerio, casas derribadas, y restos de la muralla.
- El núcleo habitado, donde se encuentra la antigua casa consistorial de Cañada de Benatanduz, el hospital de los pobres, la Iglesia de Nuestra Señora de la Asunción, y casas particulares.

- Datos: Q5721018